# Rhymefest
Rhymefest, de son vrai nom Che Smith, né le 6 juillet 1977 à Chicago, en Illinois, est un rappeur américain. Il publie son premier album officiel, Blue Collar, le 11 juillet 2006.

## Biographie
Smith est né en 1977 à Chicago, en Illinois. Il se lance dans battles lors d'événements locaux comme JumpOff et ScribbleJam face à d'autres rappeurs comme Eminem et Chalk.
Rhymefest publie son premier album officiel, Blue Collar, le 11 juillet 2006. Son premier single s'intitule Brand New et fait participer Kanye West, et No I.D. (Common, G-Unit). Il atteint la 61e place du Billboard 200. Quatre ans plus tard, Rhymefest publie son deuxième album, El Che, le 8 juin 2010 qui atteint la 35e place des Billboard RnB Albums.
En 2015, Smith écrit la chanson Glory aux côtés de John Legend et Common, pour le film Selma. La chanson est nommée pour l'Academy Award for Best Original Song.

## Discographie

### Albums studio
- 2006 : Blue Collar
- 2007 : El Che

### Singles
- 2006 : Brand New (featuring Kanye West)
- 2006 : Dynomite (Going Postal)
- 2006 : Fever

## Filmographie
- 2018 : Un héros ordinaire (The Public) d'Emilio Estevez : Big George